# Ulmeni (okręg Călărași)
Ulmeni – wieś w Rumunii, w okręgu Călărași, w gminie Ulmeni. W 2011 roku liczyła 4962 mieszkańców.